# قائمة كسوفات الشمس في العصور الوسطى
هذه قائمة الكسوفات الشمسية المختارة في العصور الوسطى، ولا سيما تلك ذات الأهمية التاريخية.

## الكسوفات الشمسية ذات الأهمية التاريخية
| تاريخ الكسوف  | وقت الحدوث (بالتوقيت العالمي المنسق) | وقت الحدوث (بالتوقيت العالمي المنسق) | وقت الحدوث (بالتوقيت العالمي المنسق) | نوع الكسوف | المدة الزمنية (ثانية:دقيقة) | مسار الكسوف                                               | ملاحظات |
| تاريخ الكسوف  | البداية                              | الوسط                                | النهاية                              | نوع الكسوف | المدة الزمنية (ثانية:دقيقة) | مسار الكسوف                                               | ملاحظات |
| ------------- | ------------------------------------ | ------------------------------------ | ------------------------------------ | ---------- | --------------------------- | --------------------------------------------------------- | --- |
| 27 يناير 632  | -                                    | 06:38                                | -                                    | حلقي       | 01:40                       | شبه الجزيرة العربية، الهند، الصين                         | حدثت في وقت وفاة إبراهيم ابن النبي محمد البالغ من العمر 21 شهرًا. |
| 30 نوفمبر 310 | -                                    | 12:02                                | -                                    | كلي        | 01:08:                      | السويد                                                    | يُقال إنه أحد المؤشرات العديدة التي أدت إلى كتابة نقش على حجر روك الروني يتكهن بأزمة مناخية في فصل الشتاء القاسي. |
| 19 يوليو 939  | -                                    | -                                    | -                                    | كلي        | 03:28                       | جنوب أوراسيا                                              | بدأ الكسوف في المحيط الأطلسي وعبر شبه الجزيرة الأيبيرية من خليج سان فيسنتي إلى خليج روساس لدخول إمارة المجر وبحر آزوف وخراسان الكبرى وشمال الهند، وانتهى في نوسانتارا. لا يتم تذكر الخسوف بسبب الخسوف نفسه، ولكن بسبب المفاجأة التي أحدثها على الأطراف المتحاربة في معركة سيمانقة. |
| 2 أغسطس 1133  | -                                    | 12:08                                | -                                    | كلي        | 04:38                       | كندا، جرينلاند، اسكتلندا، هولندا، ألمانيا، بيزنطة، فلسطين | يشار إليه أيضًا باسم كسوف الملك هنري. يعتقد أنه نذير شؤم لعدة أحداث وكوارث سياسية. ذكر الكسوف في مخطوطة لاود [الإنجليزية] ومخطوطة فالكنستينينسيس [الإنجليزية] |
| 1 مايو 1185   | -                                    | 13:18                                | -                                    | كلي        | 05:10                       | أمريكا الوسطى وأوروبا الشمالية وأوروبا الشرقية وكازاخستان | ورد ذكره في القصيدة الملحمية عن حملة جيش إيغور سفياتوسلافيتش [الإنجليزية] ضد شعب الكومان. كما سجل أيضا في المخطوطة اللورينتية [الإنجليزية] أول سجل لوهج الشمس. |
| 21 أبريل 1186 | -                                    | 05:32                                | -                                    | جزئي       |                             | بلغاريا، المجر                                            | سمح هذا الكسوف للبيزنطيين بقيادة إسحاق الثاني بشن هجوم مضاد ضد المتمردين الذين كانوا يهاجمون تراقيا. |

## إحصائيات
فيما يلي قائمة بجميع حالات الكسوف الكلي التي تزيد عن 7 دقائق والتي حدثت بين القرنين الخامس والخامس عشر.
| تاريخ الكسوف  | المدة الزمنية (دقيقة:ثانية) | المرجع |
| ------------- | --------------------------- | ------ |
| 23 مايو 681   | 07:10                       | [ 8 ]  |
| 3 يونيو 699   | 07:17                       | [ 8 ]  |
| 13 يونيو 717  | 07:15                       | [ 9 ]  |
| 25 يونيو 735  | 07:02                       | [ 9 ]  |
| 29 مايو 1044  | 07:12                       | [ 10 ] |
| 9 يونيو 1062  | 07:20                       | [ 10 ] |
| 20 يونيو 1080 | 07:18                       | [ 10 ] |
| 1 يوليو 1098  | 07:05                       | [ 10 ] |

## كسوف الشمس بحسب القرن
| القرن      | عدد الكسوفات | نوع الكسوف | نوع الكسوف | نوع الكسوف | نوع الكسوف | أطول كسوف                    | أطول كسوف      | الأشهر التي سيحدث فيها كسوفان  | المرجع |
| القرن      | عدد الكسوفات | جزئي       | حلقي       | كلي        | هجين       | الفترة الزمنية (ثانية:دقيقة) | التاريخ        | الأشهر التي سيحدث فيها كسوفان  | المرجع |
| ---------- | ------------ | ---------- | ---------- | ---------- | ---------- | ---------------------------- | -------------- | ------------------------------ | ------ |
| الخامس     | 233          | 80         | 84         | 67         | 2          | 10:43                        | 12 نوفمبر 486  | أغسطس 463                      | [ 11 ] |
| السادس     | 251          | 93         | 87         | 65         | 6          | 10:41                        | 22 نوفمبر 504  | أغسطس 528، يوليو 539، مايو 542 | [ 12 ] |
| السابع     | 251          | 90         | 90         | 67         | 4          | 10:31                        | 17 ديسمبر 689  | أبريل 618، مارس 629            | [ 8 ]  |
| الثامن     | 233          | 77         | 88         | 66         | 2          | 10:35                        | 18 ديسمبر 716  |                                | [ 9 ]  |
| التاسع     | 222          | 78         | 74         | 64         | 6          | 08:35                        | 21 ديسمبر 884  | أغسطس 463                      | [ 13 ] |
| العاشر     | 227          | 76         | 84         | 66         | 1          | 10:14                        | 1 نوفمبر 989   |                                | [ 14 ] |
| الحادي عشر | 241          | 84         | 90         | 61         | 6          | 11:29                        | 14 ديسمبر 1061 | مايو 1063                      | [ 10 ] |
| الثاني عشر | 250          | 92         | 82         | 61         | 15         | 10:27                        | 16 يناير 1116  | مارس 1150                      | [ 15 ] |
| الثالث عشر | 246          | 87         | 81         | 60         | 18         | 11:44                        | 29 ديسمبر 1274 | مارس 1215                      | [ 16 ] |
| الرابع عشر | 229          | 76         | 75         | 54         | 24         | 11:18                        | 20 يناير 1311  | أغسطس 463                      | [ 17 ] |
| الخامس عشر | 222          | 77         | 65         | 61         | 19         | 09:31                        | 1 ديسمبر 1415  |                                | [ 18 ] |